# Лашкув
Лашкув (пол. Łaszków) — село в Польщі, у гміні Блізанув Каліського повіту Великопольського воєводства.
Населення — 245 осіб (2011).
У 1975-1998 роках село належало до Каліського воєводства.

## Демографія
Демографічна структура станом на 31 березня 2011 року:
|          | Загалом | Допрацездатний вік | Працездатний вік | Постпрацездатний вік |
| -------- | ------- | ------------------ | ---------------- | -------------------- |
| Чоловіки | 114     | 25                 | 78               | 11                   |
| Жінки    | 131     | 25                 | 74               | 32                   |
| Разом    | 245     | 50                 | 152              | 43                   |